# Pedro Benigno Raulet
Pedro Benigno Raulet (Thionville, Francia 12 de enero de 1792 - † Batalla de Tarqui, Cuenca; 27 de febrero de 1829) fue un militar francés que sirvió en el ejército peruano durante la Guerra de independencia y la Guerra grancolombo-peruana. Obtuvo la nacionalidad peruana por sus servicios a la causa independentista.

## Biografía
Fue hijo del abogado Thomas Raulet y la señora Magdalena Conseil, nació en la ciudad francesa de Thionville el 2 de enero de 1792. Curso sus primeros estudios en el Liceo de Douay, sin embargo, prontamente atraído por la carrera de las armas en una época en que el Imperio Francés de Napoleón se enfrentaba al resto de potencias europeas en las llamadas Guerras Napoleónicas, se enlistó en la caballería como parte del 21.º Regimiento de Chasseurs a Cheval participando en diversas campañas como fueron las de Alemania y España. En 1812 fue hecho prisionero por los británicos en la batalla de Badajoz permaneciendo en esa condición en Escocia hasta la paz de 1814, con motivo del regreso de Napoleón de su exilio de Elba se reincorporó al ejército y combatió en la decisiva batalla de Waterloo donde el Emperador fue derrotado. En el ejército francés alcanzaría el grado de sargento mayor.
Tras el fin de la guerra, como muchos otros oficiales bonapartistas sin colocación, Pedro Raulet se trasladó a América. En 1817 encontrándose en Estados Unidos, había tomado parte de la atrevida empresa del coronel francés Latapie, el cual planeaba liberar a Napoleón de su presidio en Santa Elena para lo cual había entrado en comunicación con Antônio Gonçalves da Cruz, embajador de la insurrecta provincia de Pernambuco, la cual se había declarado independiente del dominio portugués, y que se encontraba en Estados Unidos con la misión de conseguir apoyo y armas para los rebeldes brasileños. Sin embargo, cuando Latapie y sus 32 hombres (entre ellos Raulet) arribaron a costas brasileñas en diciembre de 1817 las tropas portuguesas ya habían aplastado la rebelión siendo todos los franceses implicados arrestados. Latapie fue deportado a Portugal mientras que el resto de sus compañeros fueron desterrados de los dominios de la Corona portuguesa. Raulet se trasladó entonces a Chile donde ofreció sus servicios al ejército del general don José de San Martín tomando parte de la expedición libertadora al Perú, donde rápidamente destacó por su bravura y audacia.
En 1821 ostentaba ya el rango de capitán, desempeñándose como jefe del escuadrón de caballería "Húsares de la Legión Peruana de la Guardia" que más tarde daría origen al regimiento Húsares del Perú, cuerpo de decisiva actuación en la batalla de Junín. En 1823 sirvió como comandante de la escolta del presidente Riva Agüero y a órdenes de Sucre participó en la segunda campaña de intermedios, distinguiéndose con su escuadrón en el combate de Arequipa donde los patriotas fueron derrotados. Su valía como militar experimentado se haría conocer incluso entre sus enemigos siendo que el también oficial de caballería Andrés García Camba del ejército español se refería a él como un "valiente francés, acreditado en el arma de caballería". Fue condecorado con las medallas del sitio del Callao, del ejército libertador y la Orden El Sol del Perú en grado de benemérito a la patria.
Durante su estancia en Perú contrajo matrimonio con una dama peruana con quien tendría numerosa descendencia. Tras la proclamación del general Simón Bolívar como Jefe Supremo del Perú, por diferencias políticas con el nuevo libertador, fue separado por este del servicio activo, y como muchos otros oficiales que no eran de su confianza, entre ellos su camarada y amigo Federico Brandsen, fue expulsado del país, Raulet se exilió en Chile a comienzos de 1824 pero regresó sin permiso desembarcando en Ica, donde residía su familia, Bolívar ordenó al gobernador, el coronel Ramón Bernabé Estomba, que fusilara a Raulet pero este quien era su viejo camarada de armas se negó a ello por lo que, acusados de conspiración, ambos fueron conducidos al cuartel patriota en Chancay y puestos en prisión. Las noticias de la victoria final sobre los realistas en la batalla de Ayacucho ablandaron el ánimo de Bolívar quien liberó a los prisioneros pero desterró nuevamente a Raulet con destino a Chile, de vuelta en ese país ofreció sus servicios al Supremo Director Ramón Freire, con quien colaboró en la represión de una insurrección armada en su contra, en la cual fue herido. Tras el retiro de Bolívar del Perú, pudo regresar a reunirse con su familia en Ica, donde poco después fue elegido alcalde del pueblo.

(Raulet) es actualmente un rico hacendado, viviendo en la hacienda de su mujer cerca de Ica, casado y chocho con su interesante doña Nicolasita, y padre muy feliz de Napoleón Raulet, y otros cinco ó seis preciosos retoños. La disposición de Raulet le impele constantemente á mezclarse en las cuestiones políticas, y habiendo hablado de un modo que disgustó á Bolívar, fue desterrado del Perú á principios de 1824.
Memorias del General Miller, publicadas en 1828

El 3 de junio de 1828 Simón Bolívar declaró la guerra al Perú, por lo que el coronel Raulet fue llamado de nuevo al servicio activo y reincorporado al ejército peruano participó en la guerra contra la Gran Colombia, lideró el destacamento de 250 infantes y 50 húsares que el 10 de febrero de 1829 capturó la ciudad de Cuenca, batiendo a 400 soldados y tomando prisioneros a un general y 30 oficiales. Participó luego en la Batalla del Portete de Tarqui donde fue muerto en acción. Pese a los servicios prestados al ejército unido libertador era considerado por los grancolombianos como un mercenario francés por lo que su cuerpo fue decapitado y su cabeza inserta en una lanza fue llevada a Cuenca para ser paseada por las calles como un trofeo de la victoria. Este fue uno de los motivos por los cuales el presidente peruano José de La Mar desconoció el tratado de Girón.
Su hijo mayor, Napoleón E. Raulet, nacido el 26 de febrero de 1824, sirvió en el ejército peruano, alcanzando el grado de sargento mayor en el regimiento de caballería Lanceros de la Unión, en cuyo servicio falleció en campaña el 18 de marzo de 1857 durante la guerra civil entre Castilla y Vivanco.